# 1259-1250 v.Chr.
De jaren 1259-1250 v.Chr. (van de christelijke jaartelling) zijn een decennium in de 13e eeuw v.Chr..

## Gebeurtenissen

### Egypte
- 1259 v.Chr. - Farao Ramses II sluit een vredesverdrag met Hattusili III van het Hettitische Rijk.
- Het verdrag heeft voor Egypte economische voordelen, de overzeese handel neemt toe.
- 1254 v.Chr. - Koningin Nefertari de vrouw en raadgeefster van Ramses II overlijdt.
- 1250 v.Chr. - Ramses II laat de rotstempel van Aboe Simbel (ten zuiden van Aswan) bouwen.

### Assyrië
- 1255 v.Chr. - Koning Shalmaneser I begint een bedreiging te vormen voor de Hettieten.
- 1254 v.Chr. - Shalmaneser I knoopt diplomatieke betrekkingen aan met de vazalstaat Arzawa.

### Klein-Azië
- 1250 v.Chr. - Boven op de puinhopen van Troje wordt een nieuwe vestingstad gebouwd.

### Mythologie
- Hercules, figuur uit de Griekse mythologie, werd op basis van een datering van een maansverduistering mogelijk geboren in 1251 v.Chr.

<< · 1299-1290 · 1289-1280 · 1279-1270 · 1269-1260 · 1259-1250 · 1249-1240 · 1239-1230 · 1229-1220 · 1219-1210 · 1209-1200 · >>